# انكسار عباد الشمس (أدب وثائقي)
انكسار عبّاد الشمس - آلام مراسل حربي: مفكرة أفغانستان، الشيشان، كردستان، العراق كتاب للروائي والكاتب الصحافي العراقي جمال حسين علي وقد نشر في عام 2013 عن دار الغاوون- لبنان.

## ملخص الكتاب
يقدم الكتاب عرضا لأهم محطات تجربة الكاتب في تغطية مناطق النزاعات والحروب كمراسل حربي. في الجزء الأول من الكتاب وتحت عنوان كبير هو «حروب الحبر على الورق»، يقدم جمال حسين علي رؤيته وفلسفته عن دور المراسل الحربي وخصائص العمل الصحافي المرتبط بالمناطق الساخنة، إضافة للجدل الأخلاقي والقيمي المرتبط بهذه المهمة والتحديات المتعلقة بالحصول على الخبر وماورائه وأثر الصورة فيه، كما يفرد جزءا من هذا الفصل لعرض المخاطر العديدة التي يتعرض لها زملاء مهنته في هذا المجال. يتضمن فصل المفدمة هذا على الأجزاء التالية: نهوض وسقوط المراسل الحربي، حكايات المعارك التي لم يشاهدها أحد، دروس المناطق الساخنة، صورة الحرب.. موت المصور، لماذا ينكل بالصحافيين في العراق، كيف ضفر الصحافييون في كردستان شرائطهم؟.
تتوالى بعد ذلك فصول الكتاب لتعرض ريبورتاجات صحفية عن أفغانستان، الشيشان، كردستان، العراق إبان الحروب والصراعات التي تعرضت لها مدن هذه المناطق في السنوات الأخير، مسلطا الضوء على تداعيات هذه الصراعات بأسلوب أدبي توثيقي ينظر له الكاتب في مقدمة كتابه «كمهمة إنسانية ومهنية كبرى، بل وحتى تاريخية»، مضيفا: «ولا ينبغي الكتابة عن المدن، ولا سيما الساخنة منها، بناء على ولعنا بها أو احتقارنا لها، بل فيما يستحق منها تقديمه إلى الزمن وذكريات المستقبل وعبرة الأجيال».
يتكون الكتاب من ثمانية أجزاء هي: حروب الحبر على ورق، أفغانستان..افتتاح ثقب الإبرة، الشيشان.. نهوض الجحيم، كردستان.. مذبح الأزهار، العراق.. الأفول الأول، شبابيك الأئمة، عنفوان المجرة، البصرة كما كانت.. البصرة كما هي الآن..الأنواء البصرية.

## الكاتب والأدب الوثائقي
صدر لجمال حسين علي في الأدب الوثائقي واعتماد على عمله كمراسل حربي، مجموعة من الكتب الأخرى هي:افتتاح ثقب الإبرة عن تجربته في تغطية حرب أفغانستان، و نهوض الجحيم عن تجربته في تغطية حرب الشيشان، و مذبح الأزهار عن تجربته في تغطية حرب كردستان، و شبابيك الأئمة عن تجربته في تغطية حرب العراق، و عنفوان المجرة عن تجربته في الأهوار. كما صدر له في عام 2009 كتاب قمحة النار-نساء في ليالي الحروب الذي يسلط فيه الضوء على وضع النساء في البلدان التي وجدت نفسها في مواجهة حروب طويلة، أرهقت بنيتها الاجتماعية، مما أدى لحرب أخرى تعيشها النساء، في غياب الرجال أو رحيلهم النهائي.

## أصداء الكتاب
نال جمال حسين علي جائزة صحفى العام في حقوق الإنسان من الأكاديمية العربية لحقوق الإنسان في المملكة المتحدة سنة 2014، «لامتلاكه قدرة استثنائية وشجاعة مكّنتهُ من توثيق لحظة الإيذاء والصدمة والدمار والفقد غير آبه بتعريض حياته للخطر، ويستطيع من خلال كتاباته أن ينقل مشاعر الخوف إلى المتلقى ويبعث فيه مشاعر الأمل في الوقت ذاته». وجاء في حيثيات قرار لجنة التحكيم تنويه خاص بكتاب انكسار عباد الشمس- آلام مراسل حربى، حيث وصفته اللجنة بأنه: «عملٌ توثيقى واسع مليء بالمشاعر، ويوميات من الألم والدمار لمراسل حربى يعيشها كل يوم. يوثق هذا الكتاب الدمار الذي خلّفته الحرب على البيئة والعقل في آنٍ معا».كما نوهت اللجنة بكتابه الآخر في مجال الأدب الوثائقي، قمحة النار – نساء في ليالي الحروب.

## أعمال أخرى للكاتب

### المؤلفات
- CV CUPIDO ـ كتاب الحب (نصوص ـ دار نوفا بلس ـ الكويت 2016).
- بريد العظماء (نصوص عالمية ـ دار الآن ـ الأردن 2015)
- عراق مجانا (نصوص ـ دار الغاوون ـ لبنان 2012)
- قمحة النار-نساء في ليالي الحروب (أدب وثائقي ـ دار رياض الريس - لبنان 2009)
- أموات بغداد (رواية ـ الطبعة الأولى: الفارابي ـ لبنان 2008/الطبعة الثانية: دار الكتبي ـ مصر 2015)
- حقيقة أسلحة الدمار الشامل الإيرانية (سياسة - دار الكندي – الأردن 2006)
- التويجات (قصص قصيرة ـ المؤسسة الجامعية للدراسات والنشر ـ لبنان 1988)
- الضريح الحيّ (قصص قصيرة ـ وزارة الثقافة والإعلام ـ العراق 1988)
- ظل متبخّر (قصص قصيرة ـ وزارة الثقافة والإعلام ـ العراق 1987)
- التوأم (رواية ـ وزارة الثقافة والإعلام ـ العراق 1985)
- الفنارات (رواية ـ وزارة الثقافة والإعلام ـ العراق 1985)
- صيف في الجنوب (رواية ـ وزارة الثقافة والإعلام ـ العراق 1983)

### الكتب المترجمة
- الكرملين وأزمة الكويت - الكسندر بيلونوغوف (دار القبس - الكويت 2011)
- الصحوة الإسلامية في روسيا المعاصرة - ألكسي ملاشينكو (دار القبس - الكويت 1999)
- القادة السبعة - ديمتري فولكاغونوف (دار البيان -الإمارات 1996)

## اقتباسات من الكتاب
- للبصرة غريزة أمومة مع أبنائها وتعرفهم عن بعد وتشم رائحتهم مهما ابتعدوا عنها دهورا ودهورا. وكما الأم تماما، يحملها البصريون ضميرا وأمرا منفذا بلا حجاب وحجج وتمهيدات، ومهما بلغت بها الخطوب وكثرت تجاعيدهاوهرم صوتها واغبرت عينيها تعبر بأسئلتها نحوك: لماذا لم تر الساعة ولا الجسر ولا تجمعات المتناقشين والمتنزهين والضائعين والمطربين الجوالين وكازينوهات الكورنيش والبحارة وميدان الدواليب وغيرها وغيرها.
- إن في الحروب وفرة من الجرائم والفضائح على المراسلين فض بكارتها مهما تطورت، فبالإمكان شراء أي شيء في هذا العالم عدا الحقيقة التي لا يعادلها مال ولا سلطان ومهما أغلقت الأبواب بوجه الصحافيين النزيهين ومهما حولوهم إلى منبوذين، فسيأتي اليوم الذي سيكافئهم به التاريخ وضمائر الشعوب وحتمية الأقدار.
- للصورة، مهنيا، قيمة وثائقية كبرى تتحدى وتتجاوز النص المكتوب لأنها ببساطة لا تكذب ولا تهوى الإنشاء ومداعبة الكلمات ولا تخترع المصادر التي لا تريد الإفصاح عن نفسها. الصورة غير ملثمة ولا تقبل التطريز، وهي ضمان تقديم الموضوع والدخول فيه من أوسع أبوابه، وتمارس دورها في توسيع أفق القارئ وتأخذ بيده إلى ناصية الموضوع. وصدقها لم يأت بالصدفة، بالرغم من أن الصدفة ولدتها كما يبدو الأمر، هي مؤلفة ومنسجة قبل التقاطها، لأن وصول المصور إلى المكان بداية لتأليف ألوانها وأطرها وشكلها.
- يضرب كابول الفرح برائحة ساخنة تلاطمت أمواجه في بادئ الأمر بشكل متطرف وكنكاية بسارقي السعادة. ومثل نار تتلظى هدأ الاحتفال بالتدريج ليتخذ له مستقرا ولو كان يمر من ثقب أبره. والفرح في كابول كما في أي مكان، يفتح ويغلق ويتوزع حسب الأعمار والرغبات والاهتمامات، ولعله يطل على الناس ولو كمشهد يتلو الآخر وليس دفعة واحدة. فالقلوب التي خطفتها تعاليم الرجال الجوف بقت وفية للارتجاف والسمر والاختلاج.

## وصلات خارجية
الموقع الشخصي لجمال حسين علي - يحتوي بعضا من الريبورتاجات الصحفية المنشورة في كتاب انكسار عباد الشمس: آلام مـراسـل حـربـي، مـفـكـرة، أفـغـانـسـتـان، الـشـيـشـان، كـردسـتـان، الـعـراق 